# Хуго от Сантала
Хуго от Сантала (12 век) е значим испански преводач от арабски на латински език, от началото на 12 век. Той превел важни съчинения по алхимия, астрология, астрономия, философия, херметизъм и др. Сред неговите преводи са книги на Ал-Фаргани, Аполоний Тиански и Изумрудената скрижала на Хермес Трисмегист.